# Howard Bretherton
Howard Bretherton (Tacoma, 13 febbraio 1890 – San Diego, 12 aprile 1969) è stato un montatore e regista cinematografico statunitense.

## Biografia
Inizia la carriera cinematografica nei primi anni del muto come attrezzista, proseguendo con altre modeste mansioni per circa dieci anni. Negli anni '20 diviene montatore presso la Metro-Goldwyn-Mayer. Nel 1926 dirige il suo primo film, While London Sleeps, pur continuando a lavorare come montatore fino ai primi anni '30. Per i successivi trent'anni si dedica soprattutto alla regia, realizzando un centinaio di pellicole prevalentemente di genere western, azione e avventura, collaborando anche col regista William Keighley. Negli anni cinquanta, a fine carriera, dirige anche alcuni episodi di serie televisive come Squadra mobile e Mio padre, il signor preside.

## Filmografia

### Montatore
- Una settimana d'amore (One Week of Love), regia di George Archainbaud (1922)
- Lord Brummel (Beau Brummel), regia di Harry Beaumont (1924)
- Una famiglia 900 (A Successful Calamity), regia di John G. Adolfi (1932)
- Eroi in vendita (Heroes for Sale), regia di William A. Wellman (1933)
- Baby Face, regia di Alfred E. Green (1933)
- La casa della 56ª strada (The House on 56th Street), regia di Robert Florey (1933)

### Regista

#### Cinema
- While London Sleeps (1926)
- L'arcipelago in fiore (Isle of Escape) (1930)
- Hop-a-long Cassidy (1935)
- Nevada (Bar 20 Rides Again) (1935)
- Sotto il segno di El Toro (The Eagle's Brood) (1935)
- I fucilieri di marina sbarcano (The Leathernecks Have Landed) (1936)
- Il falco nero (Call of the Prairie) (1936)
- Heart of the West (1936)
- L'evaso giustiziere (Three on the Trail) (1936)
- Sangue selvaggio (Wild Brian Kent) (1936)
- Rifugio segreto (Secret Valley) (1937)
- County Fair (1937)
- L'oro del West (Western Gold) (1937)
- Star Reporter (1939)
- Il guanto verde (Chasing Trouble) (1940)
- The Showdown (1940)
- In Old Colorado (1941)
- Outlaws of the Desert (1941)
- L'orma rossa (Sign of the Wolf) (1941)
- Santa Fe Scouts (1943)
- Riders of the Rio Grande - co-regia con Albert DeMond (1943)
- Whispering Footsteps (1943)
- The Girl Who Dared (1944)
- Canaglia eroica (The Prince of Thieves) (1948)
- Night Raiders (1952)

#### Televisione
- Mio padre, il signor preside (The Stu Erwin Show) - serie TV, 37 episodi (1950-1955)
- Squadra mobile (Racket Squad) - serie TV, 1x19-2x25 (1952-1953)